# Concepts de base en théorie des milieux continus
Cet article traite des concepts de base en théorie des milieux continus.
De nombreux articles de Wikipédia traitent de milieux continus dans le cadre de différents domaines de la physique : mécanique, hydrodynamique, élasticité, rhéologie, électromagnétisme, etc. Le but de cet article est de dégager les concepts de base communs à tous ces domaines, en le plaçant dans le cadre de la géodynamique, science qui fait appel à tous ces domaines à la fois.

## Notion de continuum et description lagrangienne
Dans les problèmes de dynamique de la Terre, celle-ci est généralement traitée comme un système de volumes adjacents remplis continûment de matière séparés par des surfaces-frontière. Une telle approche phénoménologique ne considère pas la structure atomique et moléculaire de la matière, et suppose que chaque point massique est constitué par un nombre suffisant d'atomes ou molécules pour donner un sens au fait d'associer à ce point des propriétés macroscopiques, par exemple une température, une pression, une position, une vitesse, etc., qui représentent des moyennes au sens de la physique statistique. Dans un sens mathématique, un point massique (on parle encore de « particule ») doit être suffisamment petit pour coïncider, à chaque instant, avec un point donné de l'espace. Un tel point de l'espace est une entité purement géométrique, sans extension dans l'espace et dépourvu d'attributs physiques par lui-même : ainsi, si nous considérons une propriété d'un milieu continu (ou «continuum» en jargon technique) en un quelconque point de l'espace, nous nous reférons à la propriété attachée au point massique qui coïncide avec ce point de l'espace juste à l'instant considéré.
Un continuum est un ensemble non dénombrable de points massiques dans l'espace, de telle manière que lorsqu'on considère un voisinage arbitrairement petit d'un élément quelconque de cet ensemble, il existe dans ce voisinage encore au moins un autre point massique appartenant au même continuum. Le mouvement d'un continuum déformable est entièrement spécifié seulement en termes des mouvements respectifs de tous ses points massiques ; en général, les mouvements d'un sous-ensemble de points massiques ne décrivent pas complètement le mouvement d'ensemble d'un milieu continu déformable.
Par conséquent, il est nécessaire d'individualiser les points d'un continuum en trouvant une quelconque façon de les répertorier, de les nommer. Ce but est atteint au moyen de la description lagrangienne, dans laquelle les différents points massiques sont répertoriés grâce à leur position ξ = ξigi (ou des fonctions connues de celle-ci) à un instant t = to pris comme référence ; le plus souvent, il s'agit de l'instant initial t = 0. Les gi sont des vecteurs de base covariants, définis ici dans l'espace physique E3, appartenant à la métrique de l'état initial non déformé, et les composantes contravariantes ξi (i=1,2,3) spécifient complètement un point massique arbitraire ξ. Il convient de noter que l'on emploie partout dans cet article la règle de sommation d'Einstein sur les indices répétés. La position d'un point massique ξ à un moment quelconque t est alors fournie, dans la base non déformée, par x = xi(ξ, t)gi ou, sous forme vectorielle, par x = x(ξ, t). Cette relation est appelée loi de mouvement du milieu continu, en totale concordance avec la terminologie utilisée pour la mécanique des systèmes de points (discrets). Ainsi, l'approche lagrangienne utilise les quatre variables indépendantes ξ1, ξ², ξ³, t pour décrire le mouvement, et en particulier la déformation d'un continuum. Par contre, la mécanique de Newton des systèmes de points n'utilise qu'une seule variable indépendante, à savoir le temps t.
Il est essentiel de comprendre que l'idée mathématique derrière la théorie des milieux continus est que le mouvement d'un continuum peut être conçu comme une transformation ponctuelle. En l'absence de phénomènes critiques qui donnent lieu à des singularités, par exemple des cavitations ou des fissurations, la loi de transformation est bi-univoque, exprimant le fait que deux points massiques différents ne peuvent jamais occuper au même moment le même point de l'espace. Une conséquence en est que le déterminant jacobien est strictement positif, et la loi de mouvement est inversible :
En d'autres termes, tout volume se transforme en un autre volume, toute surface en une autre surface, et toute courbe en une autre courbe. En outre, nous pouvons généralement admettre que deux points massiques appartenant au même continuum qui sont infiniment proches l'un de l'autre à un instant donné resteront infiniment proches l'un de l'autre à l'instant suivant. Ceci implique la continuité des dérivées partielles de x par rapport aux variables ξ1, ξ², ξ³, t. Selon cette hypothèse de continuité, une quelconque surface fermée reste fermée au cours de la déformation et, de même, une quelconque courbe fermée reste fermée.

## Cinématique d'un continuum et description eulérienne
Afin de pouvoir traiter de cinématique des milieux continus, sujet qui englobe aussi les déformations d'un corps, il faut définir les concepts de déplacement et de vitesse d'un point massique. À ceux-là il convient d'ajouter le concept d' accélération d'un point massique lorsqu'on veut étudier la dynamique des milieux continus.
Le déplacement d'un point massique ξ, qui représente intrinsèquement une quantité lagrangienne, est défini comme suit :
La vitesse est définie par
et l'accélération par
Nous avons fait remarquer plus haut que dans l'approche lagrangienne, l'étude du mouvement d'un milieu continu emploie comme variables indépendantes le temps et les coordonnées des points massiques à un instant fixé. Cette description matérielle opère donc séparément sur toute l'histoire de chaque particule individuelle du milieu. Elle fournit une image physique claire et non ambiguë de la plupart des phénomènes macroscopiques se passant dans la nature, et elle est conceptuellement toujours impliquée dans la formulation des lois de la macrophysique, même lorsqu'on adopte pour résoudre effectivement des problèmes de mécanique des milieux continus une autre approche, à savoir la description eulérienne.
Cette dernière approche utilise les variables spatiales x1, x², x³ liées au référentiel de l'observateur, et le temps t. Une telle formulation spatiale se révèle souvent être bien plus simple que la formulation matérielle tant du point de vue d'un observateur que du point de vue d'un mathématicien. La description eulérienne ne fait pas directement appel à la loi de mouvement ci-dessus, mais nécessite seulement la connaissance du champ de vitesse dans l'espace et dans le temps, autrement dit la connaissance de la fonction vectorielle v(x, t). Cette fonction doit être interprétée comme représentant la vitesse d'un point massique particulier ξ qui passe au point d'espace x à l'instant t, c'est-à-dire v(x, t) = v[x(ξ, t), t].
Il est évident que les formulations eulérienne et lagrangienne du mouvement d'un continuum en fonction du temps sont mécaniquement strictement équivalentes.

## Dérivée matérielle et dérivée locale
Considérons donc une grandeur physique quelconque f, qui peut être scalaire, vectorielle ou tensorielle de rang 2 ou supérieur. En variables lagrangiennes, celle-ci s'écrit f(ξ, t), en variables eulériennes elle est f(x, t). On définit la dérivée lagrangienne par rapport au temps de f par
ainsi que la dérivée eulérienne par rapport au temps par
Le taux de variation lagrangien au cours du temps de la quantité f, c'est-à-dire la dérivée lagrangienne Dtf, est connu sous les appellations dérivée matérielle, ou dérivée substantielle, ou dérivée totale, ou encore dérivée suivant le mouvement de f. Le taux de variation eulérien au cours du temps de f, c'est-à-dire la dérivée eulérienne ∂tf = (∂f/∂t)x, porte le nom de dérivée locale de f par rapport au temps.
On peut maintenant se poser la question suivante : comment peut-on calculer Dtf lorsqu'on connaît seulement f(x, t), mais pas f(ξ, t) ? La réponse est immédiate : on peut utiliser implicitement l'équation de mouvement x = x(ξ, t) et explicitement la règle de dérivation en chaîne de fonctions implicites pour obtenir
ou, sous forme variationnelle
En particulier, si nous posons f = v, nous trouvons
En géodynamique, en étudiant les mouvements de convection dans les manteau ou croûte terrestres, on peut le plus souvent négliger l'accélération advective v · ∇'v devant l'accélération locale ∂tv. Par conséquent, il n'y a généralement pas lieu de distinguer entre les accélérations lagrangienne et eulérienne dans les parties solides de la Terre, à savoir croûte, manteau et graine : Dtv ≈ ∂tv. Toutefois, en étudiant la dynamique du noyau liquide, l'omission de l'accélération advective peut ne pas être justifiée. Finalement, en dynamique des mers et océans et en dynamique de l'atmosphère, l'accélération advective joue le plus souvent un rôle essentiel. Ainsi, l'océanographie théorique et la météorologie constituent des branches de la physique non linéaire des milieux continus.
D'autre part, si nous posons f = u, nous avons
w 
Pour les déplacements causés par les ondes télésismiques, par les oscillations libres de la Terre et par les marées terrestres, on peut négliger la variation advective u · ∇u, et seulement considérer la variation locale du déplacement : δu ≈ ∂u. Pour cette raison, l'étude des phénomènes télésismiques et des déformations globales de la Terre se fait souvent dans une approximation linéaire.

## Dilatation cubique et relation d'Euler
Enfin, nous allons terminer ce survol des concepts fondamentaux de la théorie des milieux continus en introduisant le concept de dilatation cubique Θ. Celle-ci est définie comme le rapport de l'élément de volume  δυ attaché à un point massique ξ déterminé à un instant quelconque t à l'élément de volume δυo attaché au même point massique ξ à l'instant initial t = 0. En d'autres termes, la dilatation cubique correspond au déterminant jacobien de la transformation ponctuelle par laquelle le volume à l'instant initial devient le volume à un instant quelconque, soit
On montre aisément que la dérivée matérielle relative de la dilation cubique représente la divergence du champ de vitesse, c'est-à-dire
Cette relation est due à Leonhard Euler. On en tire l'importante conclusion que la signification physique de la divergence d'un champ de vitesse correspond au taux de changement relatif du volume d'un point massique le long de la trajectoire du mouvement.

## Mouvements incompressifs et milieux incompressibles
Comme corollaire de la relation d'Euler, il est clair que pour un matériau incompressible, le champ de vitesse associé à un mouvement quelconque possible doit être indivergentiel (on dit aussi solénoïdal), c'est-à-dire
En effet, pour un matériau incompressible, le coefficient d'incompressibilité (= module de compression) κ est infiniment grand. Cela implique que pour n'importe quelle transformation J(t) = 0. Toutefois, il faut insister sur le fait que la conclusion réciproque n'est pas vraie : on ne peut pas conclure du fait qu'un mouvement est indivergentiel que le milieu qui se déforme est lui-même incompressible. Beaucoup d'exemples de mouvements indivergentiels se passant dans des milieux compressibles, ou hautement compressibles tels que l'atmosphère terrestre, se rencontrent dans la nature. Il convient donc de soigneusement faire la distinction entre un mouvement incompressif (∇ · v = 0) et un milieu incompressible (κ = ∞). Malheureusement, beaucoup d'auteurs ne font pas cette distinction sémantique, et causent ainsi parfois de sévères confusions. Dans le même ordre d'idées, il faut prendre soin de distinguer entre les concepts de piézotropie (se rapportant à une déformation) et de barotropie (se rapportant à un milieu), qui sont aussi confondus par certains auteurs.

## Théorème de transport de Reynolds
La formule cinématique d'Euler, DtJ = J ∇ ⋅ v, établie ci-dessus, a comme conséquence un théorème de cinématique important, connu sous l'appellation de « théorème de transport de Reynolds », qui exprime le taux de changement dans le temps d'une quantité physique q dans un volume arbitraire de matière. Ce théorème peut se formuler mathématiquement ainsi : Soit b(t) une portion quelconque se déformant au cours du temps d'un volume matériel B(t). On suppose que sa frontière ∂b(t) est régulière, et que la normale unitaire n(t) en un point quelconque de ∂b(t) est orientée vers l'extérieur. Pour une quantité physique arbitraire q associée à un point matériel appartenant au volume b(t) ou à sa frontière ∂b(t), on a alors
ou encore, en utilisant le théorème de la divergence de Gauss,